# Hieracium amplifrons
Hieracium amplifrons es una especie de planta con flor del género Hieracium, de la familia Asteraceae, orden Asterales.

## Distribución
Hieracium amplifrons se distribuye por Noruega.

## Taxonomía
Fue descrita científicamente por Elfstr. ex Omang. Fue publicada en Nyt Mag. Naturvidensk. 87: 143 (1949).